# Xã Wesson, Quận Union, Arkansas
Xã Wesson (tiếng Anh: Wesson Township) là một xã thuộc quận Union, tiểu bang Arkansas, Hoa Kỳ. Năm 2010, dân số của xã này là 394 người.